# Council of International Fellowship
Il Council of International Fellowship (CIF) è un'organizzazione a diffusione internazionale volta ad offrire opportunità per lo scambio di esperienze professionali nel campo del servizio sociale.
Nel 1954, il sociologo Henry B. Ollendorff fu inviato in Germania per partecipare al programma di rieducazione promosso dal governo degli Stati Uniti d'America, tenendo corsi per giovani leader e assistenti sociali in Assia. Lavorando con i giovani pensò di avviare un programma di scambio, propose così la sua idea, ricevendo l'approvazione dal Ministero Tedesco della Gioventù e anche dalla Commissione Fulbright. I primi partecipanti tedeschi andarono a Cleveland, Ohio. Nel 1956 nacque quindi il Cleveland International Program - CIP (in seguito Council of International Programs).  
Seguì, nel 1958, il programma di scambio tedesco, che iniziò con un invito rivolto agli assistenti sociali degli Stati Uniti d'America.
Il CIF è stato fondato nel 1960 ad Amburgo ed ora ha sede a Bonn. Attualmente l'organizzazione ha programmi di scambio in numerose parti del mondo tra cui Stati Uniti d'America, India, nonché varie nazioni dell'Europa Occidentale.
Oltre ai programmi di scambio, si svolgono anche delle conferenze internazionali, come nel 2003 a Goa e nel 2005 a Bonn.